# Marian Gold
Hartwig Schierbaum (nascut el 26 de maig de 1954), més conegut pel seu nom artístic Marian Gold, fou el cantant del grup de música synthpop alemany Alphaville, i després ha continuat la seva carrera en solitari.
Nascut a Herford (Rin del Nord-Westfàlia), Alemanya Occidental, Gold va formar part del col·lectiu artístic de Berlín Nelson Community, on va formar la banda Chinchilla Green a finals de la dècada del 1970, de la que també en formava part el seu futur col·lega a Alphaville Bernhard Lloyd. En 1982 es va unir a Lloyd i Frank Mertens en la banda Forever Young, que després esdevingué Alphaville. Va posar veu als senzills d'Alphaville en la dècada del 1980 com "Forever Young", "Big in Japan", "Sounds Like a Melody", i "Dance with Me".
El primer àlbum en solitari de Gold, So Long Celeste, fou editat en 1992. L'album inclou versions de temes d'altres grups com "The Shape of Things to Come" (de The Headboys) i "One Step Behind You" (de Furniture).
El seu segon disc en solidari,  United, es va editar en 1996.

## Vida personal
A finals de la dècada del 1980 a viure a Münster amb la seva esposa de llavors esposa Amy Magill.
Gold declara que té sis fills de quatre mares diferents. El fill més gran va néixer en 1998 i el més jove en 2013.

## Discografia

### Àlbums solistes
- So Long Celeste (1992)
- United (1996)

### Senzills
- "And I Wonder" (1992)
- "One Step Behind You" (1993)
- "Today" (Promo) (1994)
- "Feathers and Tar" (Promo) (1996)